# ウェイン・スミス (ラグビー選手)
ウェイン・ロス・スミス（Wayne Ross Smith, 1957年4月19日 - ）は、ニュージーランドのラグビー指導者。元ラグビー選手。元ラグビーニュージーランド代表。コベルコ神戸スティーラーズのヘッドコーチを2024-25シーズンから務める。

## 来歴
現役時代のポジションは、ファースト・ファイブ・エイス。ニュージーランド州代表選手権カンタベリー（カンタベリー・ラグビー・フットボール協会）で競技を始め、1980年にラグビーニュージーランド代表（オールブラックス）に初選出される。1985年までニュージーランド代表選手として活躍し17キャップ。
1997年にカンタベリー・クルセイダーズ（現・クルセイダーズ）ヘッドコーチに就任しチームを6位（1997年）、1位（優勝、1998年）、1位（優勝、1999年）の成績に導く。
2000年に当時低迷期にあったラグビーニュージーランド代表ヘッドコーチに就任しチームの建て直しを図るも良い成績は残せず、2シーズン後の2001年に代表ヘッドコーチを更迭される。
2001年シーズンからイングランドプレミアシップノーザンプトン・セインツヘッドコーチに就任。パワーゲンカップ（現・アングロ・ウェルシュカップ）でチームを2位（2001年、2002年）に導く。
2004年にラグビーニュージーランド代表アシスタントコーチに任命されノーザンプトン・セインツヘッドコーチを辞任。ニュージーランドへ帰国する。
2004年シーズンからグラハム・ヘンリーヘッドコーチのアシスタントとしてラグビーニュージーランド代表アシスタントコーチに就任（担当はバックス）。
2012年シーズンからスーパーラグビーチーフスのコーチングチームに加わった。
2015年シーズンから再びラグビーニュージーランド代表アシスタントコーチに就任。2017年シーズンに退任。
2018年シーズンから2年契約で神戸製鋼コベルコスティーラーズ総監督（ヘッドコーチはデーブ・ディロン）に就任。
2022年、ラグビー女子ニュージーランド代表のヘッドコーチに就任。
2024年8月、コベルコ神戸スティーラーズのヘッドコーチに就任した。